# Хиксвил (Охајо)
Хиксвил (енгл. Hicksville) град је у америчкој савезној држави Охајо.

## Демографија
По попису из 2010. године број становника је 3.581, што је 68 (-1,9%) становника мање него 2000. године.
| Група             | 2000.         | 2010.         |
| Белци             | 3.480 (95,4%) | 3.321 (92,7%) |
| Афроамериканци    | 5 (0,1%)      | 11 (0,3%)     |
| Азијати           | 3 (0,1%)      | 14 (0,4%)     |
| Хиспаноамериканци | 121 (3,3%)    | 184 (5,1%)    |
| Укупно            | 3.649         | 3.581         |